# Another Code: R 記憶之門
《Another Code: R 記憶之門》（日語：アナザーコード：R 記憶の扉）是Wii視覺小說冒险游戏，由Cing開發，任天堂發佈，是《Another Code 兩段記憶》的續作。此遊戲也是Cing首個開發的Wii遊戲。

## 劇情
夢想成為音樂家的艾希莉·罗宾斯在暑假期間收到遠方父親理查的邀請。理查因研究事宜而無法回家，而其研究對象正正是殺死艾希莉母親的記憶控制系統，「Another」。為了修復父女之間的關係，理查因此邀請女兒艾希莉與他在朱麗葉湖共渡週末。可是，朱麗葉湖其實是一個被謎團重重包圍的地方，而這些謎團卻與13年前死去的艾希莉母親有關。

## 遊戲系統
此遊戲是以視覺小說形式進行，故文字對話佔了遊戲的不少部份。玩家在遊戲中需要操控艾希莉解決了一系列謎題，並尋找失去的記憶。艾希莉需要與其他角色對話，與不同場境中的事物互動，解開不同的謎題，以獲得更多資訊，並找出謎團的真相。玩家需要使用Wii遙控器點擊事物來與之互動。在解謎時，玩家會得到便攜設備DAS的幫助去解決難題。

## 角色
艾希莉·米茲契·羅賓斯
遊戲的主角，一位16歲的女孩，夢想是成為一位音樂家。在過去的兩年中，她與父親住在一起。她對母親的記憶模糊。
理查·羅賓斯
艾希莉的父親，於JC山谷公司工作。他在妻子死後便留在血愛德華島上研究記憶控制系統長達七年。
佐代子·羅賓斯
艾希莉的母親，於研究記憶控制系統「Another」時死去。
潔西卡·羅賓斯
理查的妹妹，高中化學老師，是她養育艾希莉。
丹·馬克斯威爾
於朱麗葉湖工作的勤奮護林員。
馬修·克魯索
一個離家出走的男孩，他正在尋找其失蹤的父親。
萊恩·葛瑞
JC山谷公司科學家。科學天才，理查與佐代子同事。
神秘男子
身穿黑色西裝和墨鏡的男子，正在調查朱麗葉湖的污染原因。
葛瑞格·戴維斯
一位研究茱麗葉湖過去的記者。

## 發佈
此遊戲於2008年10月在任天堂秋季發布會上首次亮相。於2009年2月5日，此遊戲在日本發佈。於2009年6月26日，此遊戲在歐洲發佈。與前作不同，此遊戲並沒有在北美及澳洲發佈。

## 評價
此遊戲獲得的評價不錯。GameRankings得出此遊戲的分數為69.21%。
日本遊戲雜誌《Fami通》給予此遊戲28/40分。而《任天堂官方雜誌》 則給予此遊戲84%的得分。IGN給予此遊戲8/10分，並稱讚其畫質、音樂和遊戲系統。而Eurogamer則給予此遊戲6/10分，稱讚其畫質，但就批評其遊戲費時。

## 銷售
此遊戲在發佈後的第一個星期裡是日本第11暢銷遊戲，在該星期裡共售出了近15,000份遊戲。此遊戲至今已售出了逾50,000份遊戲。

## 重製版
《Another Code 回憶錄：兩種記憶 / 記憶之門》（日語：アナザーコード リコレクション：2つの記憶 / 記憶の扉，英語：Another Code：Recollection）是本作及《Another Code 兩段記憶》在任天堂Switch平台的合輯兼重製版，遊戲由亞克系統負責開發，於2024年1月19日由任天堂發行。

## 外部連結
- 日本官方網站（页面存档备份，存于）
- 歐洲官方網站